# Elderton
Elderton är en kommun av typen borough i Armstrong County i Pennsylvania. Vid 2010 års folkräkning hade Elderton 356 invånare.